# Nødlanding
Nødlanding (auf deutsch Notlandung; englischer Titel: Emergency Landing) ist ein norwegischer Spielfilm in Schwarzweiß aus dem Jahr 1952 des Regisseurs Arne Skouen. Die Uraufführung in Norwegen fand am 21. Januar 1952 statt. Der Film wurde für die Internationalen Filmfestspiele von Cannes 1952 nominiert.

## Handlung
Während des Zweiten Weltkriegs wird ein US-amerikanischer Bomber über der Küste Norwegens abgeschossen. Die neun Besatzungsmitglieder springen mit dem Fallschirm ab und landen in der Nähe eines Dorfes. Während sie von deutschen Truppen gesucht werden, schwärmen auch norwegischen Widerstandskämpfer der Einheit 05 (Vestfold) aus, um ihnen zu helfen. Sie bringen die amerikanischen Soldaten mit Wissen des Küsters und des Pfarrers in die Kirche des Ortes. Dort werden sie vorübergehend im Dachgeschoss versteckt, bis für sie ein Fluchttransport ins neutrale Schweden organisiert werden kann.   
Währenddessen erreicht die Widerstandsgruppe die Nachricht, dass ein Organist namens Alf Sonerud (Spitznamen „Strohmann“) liquidiert werden soll. Es handelt sich dabei um einen Informanten der deutschen Besatzungsmacht, der sich in der Nähe kirchlicher Gemeinschaften herumtreibt. Der „Strohmann“, dessen Spitzname von dessen Gewohnheit rührt, unentwegt an einem Strohhalm zu kauen, taucht nun gerade im Umfeld jener Kirche auf, die den Flüchtenden Zuflucht gewährt.    
Hans, der Protagonist der Widerstandskämpfer, soll in naher Zukunft die Organistin Kirstin heiraten, die ebenfalls zur Gruppe gehört. Während einer Messe wird deren Hochzeit angekündigt, während zur selben Zeit im Dachgeschoss der gebrochene Fuß eines geborgenen Soldaten versorgt wird. Die Suche nach den anderen notgelandeten Bomberpiloten gestaltet sich schwierig, einer der Piloten ist tot, ein zweiter schwer verletzt und in Händen der Deutschen. Dennoch gelingt es, die restlichen fünf Bomberpiloten in die Kirche zu bringen.    
Inzwischen macht der Strohmann Bekanntschaft mit der Organistin Kirstin, bei der er vorgibt, selbst vor den Deutschen zu flüchten. Zunächst weiß sie nichts von der Nachricht, die ihn als Kollaborateur beschuldigt und von dem gegen ihn verhängten Todesurteil. Als er jedoch in der Kirche auftaucht, wird Kristin von ihrem Mann Hans davon informiert. Sie soll den Strohmann in den Wald locken, wo er hingerichtet werden soll. Allerdings schöpft der Strohmann Verdacht und wird im weiteren Verlauf in der Kirche überwältigt und letztendlich getötet.    
Der tote Strohmann wird heimlich auf einer Fähre gegen den in deutscher Gefangenschaft befindlichen Soldaten vertauscht, der Rest der Soldaten mit einer List auf einem deutschen Laster zum Hafen gebracht. Dort gelangen alle in die Freiheit. Da Hans dabei erkannt wird, muss er auch selbst mit seiner Frau nach Schweden fliehen.                          

## Kritik
Nødlanding gehört zu den Filmen, mit denen sich Arne Skouen der Zeit der deutschen Besatzung in Norwegen und dem norwegischen Widerstand widmet. So gehören seine Filme Nødlanding (1952), Soweit die Kräfte reichen (1957), Omringet (1960) und Kalde spor (1962) zu den populärsten Filmen der Nachkriegszeit in Norwegen. Es geht Skouen dabei weniger um Helden, als vielmehr um Durchschnittsmenschen, die sich in den Dienst der Sache stellen und oft an der Herausforderung zu scheitern drohen. Dabei haben seine Filme oft semidokumentarischen Charakter. Im Vorspann des Filmes wird etwa auf eine Militäreinheit Nr. 5 (Vestfold) hingewiesen, die bei der Produktion des Filmes mit Rat und Unterstützung beteiligt gewesen wären.  